# Rakouské spolkové země
Rakousko je federací složenou z devíti spolkových zemí (německy Bundesland, plurál Bundesländer) s jistým stupněm autonomie, který však není tak velký jako u spolkových zemí Německa nebo států USA. Podle článku 2, odstavce 2 rakouské spolkové ústavy se však tyto celky označují jen jako země (německy Land, plurál Länder). Jednotlivé spolkové země jsou na spolkové úrovni zastoupeny ve spolkové radě, která je horní komorou rakouského parlamentu. Každá spolková země má také vlastní zemskou ústavu (německy Landesverfassungsgesetz).

## Orgány spolkových zemí
Každá spolková země má vlastní jednokomorový parlament zvaný zemský sněm (německy Landtag), a zemskou vládu (německy Landesregierung), v jejímž čele stojí zemský hejtman (německy Landeshauptmann) nebo zemská hejtmanka (německy Landeshauptfrau). Volby do zemských sněmů se v téměř všech rakouských spolkových zemích konají jednou za 5 let, v Horním Rakousku jednou za 6 let.

## Symboly spolkových zemí
Na rozdíl od členských států řady jiných federativních států mají rakouské spolkové země hned dvě vlajky (zemskou vlajku a zemskou služební vlajku). Dále má každá spolková země vlastní znak, Vídeň a Korutany mají znaky dva (velký a malý).

## Správní členění spolkových zemí
S výjimkou Vídně, která se člení na 23 samosprávných městských okresů, se spolkové země dále člení na okresy a statutární města. Okresy se dále člení na obce, města a městysy. Pro soudní účely se spolkové země s výjimkou Vídně člení na soudní okresy.

## Rakouský federalismus a kompetence spolkových zemí
Rakouský federalismus je obecně považován v podstatě za pomyslný, protože rakouské spolkové země mají jen relativně málo zákonodárných kompetencí. Mají na starosti záležitosti, jako jsou významné budovy, územní plánování, ochrana přírody, myslivost, rybolov, zemědělství, ochrana dětí a výběr některých daní.
Téměř všechny záležitosti praktického významu, jako je trestní právo, občanské právo, pracovní právo, hospodářské právo, školství, věda, telekomunikace, zdravotní a sociální péče, jsou regulovány spolkovou legislativou. Také soudnictví je výlučně spolkovou záležitostí.
Za těmito relativně malými kompetencemi stojí převážně historické důvody, protože v dobách habsburské monarchie se o mnoha záležitostech rozhodovalo převážně ve Vídni. Tento historický vývoj ostře kontrastuje s vývojem v Německu.
Zemští hejtmani mají nicméně ve svých spolkových zemích na starosti také řadu úkolů, které spadají pod spolkovou administrativu, což jejich post činí velice významným. Do zemských kompetencí také spadá územní plánování a veřejné zakázky na zemské úrovni, což zemské politice přidává značnou váhu. V důsledku jsou spolkové země schopné zablokovat projekty schválené spolkovou vládou, jako v případě železničního tunelu pod Semmeringem.
Přestože mají rakouské spolkové země menší stupeň autonomie než německé spolkové země, nebo potažmo státy USA, identifikují se Rakušané vášnivě jako občané příslušné spolkové země a často brání její byť malou nezávislost. Nezřídka se Rakušané identifikují na prvním místě například jako Tyrolané a pak teprve jako Rakušané.

## Údaje o jednotlivých spolkových zemích
| Znak                             | Název                            | Hlavní město             | Současný předseda vlády          | Vládnoucí koalice         | Rozloha (km²) | Počet obyvatel (rok 2021) | Hustota zalidnění (obyv./km²) | Kód ISO |
| -------------------------------- | -------------------------------- | ------------------------ | -------------------------------- | ------------------------- | ------------- | ------------------------- | ----------------------------- | ------- |
| Znak Burgenlandu                 | Burgenland                       | Eisenstadt               | Hans Peter Doskozil (SPÖ)        | SPÖ                       | 3 965,2       | 296 010                   | 75                            | 1       |
| Znak Korutan                     | Korutany (Kärnten)               | Klagenfurt am Wörthersee | Peter Kaiser (SPÖ)               | SPÖ, ÖVP                  | 9 535,97      | 562 089                   | 59                            | 2       |
| Coat of arms of Niederösterreich | Dolní Rakousy (Niederösterreich) | St. Pölten               | Johanna Miklová-Leitnerová (ÖVP) | ÖVP, SPÖ, FPÖ             | 19 179,56     | 1 690 879                 | 88                            | 3       |
| Coat of arms of Oberösterreich   | Horní Rakousy (Oberösterreich)   | Linec                    | Thomas Stelzer (ÖVP)             | ÖVP, SPÖ, FPÖ, Die Grünen | 11 982,52     | 1 495 608                 | 125                           | 4       |
| Coat of arms of Salzburg         | Salcbursko (Land Salzburg)       | Salcburk                 | Wilfried Haslauer junior (ÖVP)   | ÖVP, Die Grünen, NEOS     | 7 154,56      | 560 710                   | 78                            | 5       |
| Coat of arms of Steiermark       | Štýrsko (Steiermark)             | Štýrský Hradec           | Hermann Schützenhöfer (ÖVP)      | ÖVP, SPÖ                  | 16 399,34     | 1 247 077                 | 76                            | 6       |
| Coat of arms of Tirol            | Tyrolsko (Tirol)                 | Innsbruck                | Anton Mattle (ÖVP)               | ÖVP, Die Grünen           | 12 648,37     | 760 105                   | 60                            | 7       |
| Coat of arms of Vorarlberg       | Vorarlbersko (Vorarlberg)        | Bregenz                  | Markus Wallner (ÖVP)             | ÖVP, Die Grünen           | 2 601,67      | 399 237                   | 153                           | 8       |
| Coat of arms of Wien             | Vídeň (Wien)                     | –                        | Michael Ludwig (SPÖ)             | SPÖ, NEOS                 | 414,82        | 1 920 949                 | 414,82                        | 9       |

## Historický vývoj
S výjimkou Burgenlandu a Vídně, které jako země vznikly až ve 20. letech 20. století, existují ostatní rakouské země jako takové již od středověku či od 19. století (Vorarlbersko) a nejpozději v dobách Rakouska-Uherska měly postavení autonomních korunních zemí s vlastními zemskými sněmy. Také hranice rakouských spolkových zemí jsou převážně historické. Až na územní ztráty některých rakouských zemí po první světové válce, jsou jejich hranice až na výjimky totožné s hranicemi z dob Rakouska-Uherska. Od 19. století až do současnosti zůstaly zcela beze změny hranice Salcburska a Vorarlberska. Pomineme-li výše zmíněné územní ztráty, zůstaly na území moderního Rakouska zcela netknuté také hranice Korutan, Štýrska a Tyrolska. Téměř beze změny zůstala i hranice Horních Rakous, které se od roku 1938 rozšířily o původně dolnorakouské katastrální území Hinterberg bei Steyr. Nejvíce změn prodělaly ve 20. století Dolní Rakousy. Ty se roku 1920 ve prospěch Československa zmenšily o Dyjský trojúhelník, Valticko a Západní Vitorazsko; k 1. lednu 1922 trvale přišly o svoji dlouholetou metropoli Vídeň, která se stala novou spolkovou zemí; roku 1922 při úpravě státní hranice s Československem získaly nepatrnou část Uherska (pozemky dosud patřící obcím Devínu a Devínské Nové Vsi) ; roku 1938 pak ve prospěch Horních Rakous trvale ztratily katastrální území Hinterberg bei Steyr, ve prospěch Vídně přišly o řadu obcí v jejím okolí, přičemž mnohé jim byly roku 1954 zase vráceny. Vedle Vídně je další novodobou zemí i Burgenland, která je uměle vytvořeným celkem, patřícím do roku 1918 k Uhersku a poté do roku 1921 k Maďarsku, a je tvořen jeho bývalými převážně německojazyčnými oblastmi.